# Kajiyama Toshiyuki
Kajiyama Toshiyuki (梶山 季之, Toshiyuki Kajiyama), né le 2 janvier 1930 – mort le 11 novembre 1975, est un romancier japonais actif durant l'ère Shōwa du Japon. Il est connu pour ses romans populaires composés pour l'essentiel de romans de détective et de littérature érotique.

## Jeunesse
Kajiyama naît à Keijo (à présent Séoul) durant l'occupation de la Corée par le Japon où son père est ingénieur du génie civil. Il vit en Corée jusqu'à la fin de la Seconde Guerre mondiale puis est rapatrié avec ses parents dans la ville natale de son père à Hatsukaichi dans la préfecture de Hiroshima. Il est diplômé de l'école Normale de Hiroshima (prédécesseur de l'Université de Hiroshima). Ses études terminées, il travaille comme journaliste d'investigation et soumet de courtes histoires et des petits articles à des revues littéraires telles que Shukan Shincho et Shukan Bunshun. En 1961, Kajiyama est hospitalisé pendant trois mois pour une tuberculose.

## Carrière littéraire
En 1962, Kajiyama publie son premier roman, Kuro no shisosha (« Le modèle d'essai noir »), qu'il écrit dans un style documentaire. Le roman est une meilleure vente sans précédent au Japon pendant plusieurs années et commence le genre du roman d'espionnage industriel dans le pays. L'histoire implique deux constructeurs d'automobiles rivaux pour produire une nouvelle voiture de sport. L'intense concurrence dans l'industrie automobile japonaise amène les entreprises à recourir à l'espionnage industriel pour obtenir un avantage. Le protagoniste de l'histoire sacrifie même sa petite amie afin de battre l'autre société. Cependant, il se rend finalement compte de la futilité de sacrifier sa vie personnelle pour la société insensible qui le considère seulement comme un rouage nécessaire dans une énorme machine. Le roman est adapté au cinéma par la Daiei Motion Picture Company en 1962 sous la réalisation de Yasuzo Masumura. Le succès du film est tel que la Daiei distribue dix autres films d'action avec des thèmes similaires, chacun utilisant le mot « noir » dans son titre. Kajiyama continue sur la lancée du succès du roman avec un certain nombre de succès de librairie dont une série de romans de « femme policier » publiés en feuilleton dans la revue Shukan Shincho en 1966. En 1969, il est l'un des auteurs les mieux payés au Japon. En 1972 cependant, il fait une rechute de sa tuberculose et se retire dans sa villa d'Izu d'où il continue à écrire et à participer aux activités du chapitre japonais du PEN Club international.
Cependant, peu des romans à succès de Kajiyama ont été traduits en anglais et il est plus connu en Occident pour ses travaux sur la Corée sous l'occupation japonaise. Kajiyama est lauréat en 1963 du prestigieux prix Naoki de littérature pour son ouvrage sur la Corée intitulé : Richo zanei 李朝残影　(Ombres de la dynastie Yi).
En 1965, il commence la parution en feuilleton d'un roman sur la Sōka Gakkai mais un déluge de plaintes de supporteurs de cette organisation religieuse provoquent une telle tension chez l'éditeur de la revue que celle-ci disparaît, laissant la série à jamais inachevée.
Kajiyama meurt soudainement d'une cirrhose tandis qu'il se trouve dans un hôtel à Hong Kong où il recherche des matériaux pour un nouveau livre.
Après sa mort, sa bibliothèque est donnée à l'Université d'Hawaii à Mānoa. En raison de son histoire personnelle, Kajiyama est attiré à la fois par la culture et le peuple de Corée et la question de l'immigration japonaise à l'étranger. Il recueille plus de 1 000 volumes de matériaux, dont certains sont des documents classés du gouverneur-général de Corée, en vue de la rédaction d'une épopée sur l'histoire des migrations japonaises mais le projet ne sera jamais terminé en raison de sa mort prématurée.